# Augusto Pettenò
Augusto Pettenò (Carpenedo, 1º agosto 1907 – Jesolo, 17 agosto 1981) è stato un partigiano italiano.
Attivista del Partito Comunista Italiano in clandestinità, nel 1937 partecipò con Erminio Ferretto alla guerra civile spagnola come volontario nelle Brigate Internazionali. Dopo la vittoria dei Nazionalisti, fu internato in Francia e quindi consegnato ai fascisti italiani. Condannato al confino a Ventotene nel 1942, l'anno successivo, con la caduta di Mussolini, venne liberato e tornò in Veneto dove prese parte alla resistenza partigiana.
Con il nome di battaglia "Grassi", organizzò il distaccamento "Boscarin", prima formazione partigiana della provincia di Belluno, dalla quale si originò in seguito la divisione Garibaldi "Nino Nannetti".
Comandante del battaglione "Venezia", inquadrato nella brigata "Tollot", nell'ottobre del 1944 fu messo a capo del battaglione "Giovanni Felisati" (più tardi intitolato al già citato Ferretto) che operava nella zona di Mestre.
Dopo la Liberazione, Pettenò si divise fra il suo lavoro di operaio presso lo Stabilimento azotati di Porto Marghera e l'impegno politico nel PCI. Fu molto attivo anche nell'ANPI e nell'ANPPIA.